# Asplenium miyoshii
Asplenium miyoshii là một loài dương xỉ trong họ Aspleniaceae. Loài này được Makino mô tả khoa học đầu tiên năm 1892.
Danh pháp khoa học của loài này chưa được làm sáng tỏ. 